# Eugen Gopko
Eugen Gopko (ukránul: Гопко Євген Артурович (Jevhen Arturovics Hopko); oroszul: Евге́ний Арту́рович Го́пко (Evhenij Arturovics Hopko); Kölcsény, Szovjetunió, 1991. január 5. –) német-ukrán labdarúgó, a Wormatia Worms hátvédje.